# Resolutie 205 Veiligheidsraad Verenigde Naties
Resolutie 205 van de Veiligheidsraad van de Verenigde Naties werd op 22 mei 1965 aangenomen. Dit gebeurde met tien stemmen voor en de onthouding van de Verenigde Staten.

## Achtergrond
Na de moord op de Dominicaanse dictator Rafael Trujillo, die van 1930 tot 1961 aan de macht was geweest, verviel de Dominicaanse Republiek in politieke chaos. Na geweld en verscheidene wisselingen van leider werd eind april 1965 een staatsgreep gepleegd. De plegers van die coup raakten slaags met het leger, en op verzoek van die laatste kwamen de Verenigde Staten tussenbeide. De Veiligheidsraad had al eerder gevraagd om een staakt-het-vuren en had ook een VN-vertegenwoordiger gestuurd.

## Inhoud
De Veiligheidsraad was diep bezorgd om de situatie in de Dominicaanse Republiek, en herinnerde aan resolutie 203. Gevraagd werd dat de opschorting van het geweld in Santo Domingo omgezet zou worden in een permanent staakt-het-vuren. De secretaris-generaal werd uitgenodigd om een rapport in te dienen over de uitvoering van deze resolutie.
Lijst ·  200 ·  201 ·  202 ·  203 ·  204 ·  205 ·  206 ·  207 ·  208 ·  209 ·  210 ·  211 ·  212 ·  213 ·  214 ·  215 ·  216 ·  217 ·  218 ·  219